# 51166 Huimanto
51166 Huimanto è un asteroide della fascia principale. Scoperto nel 2000, presenta un'orbita caratterizzata da un semiasse maggiore pari a 3,1327644 au e da un'eccentricità di 0,1839231, inclinata di 1,71831° rispetto all'eclittica.